# Municipio de Richland (condado de Stoddard)
El municipio de Richland (en inglés: Richland Township) es un municipio ubicado en el condado de Stoddard en el estado estadounidense de Misuri. En el año 2010 tenía una población de 1414 habitantes y una densidad poblacional de 4,95 personas por km².

## Geografía
El municipio de Richland se encuentra ubicado en las coordenadas 36°50′8″N 89°47′16″O / 36.83556, -89.78778. Según la Oficina del Censo de los Estados Unidos, el municipio tiene una superficie total de 285.56 km², de la cual 284,31 km² corresponden a tierra firme y (0,43 %) 1,24 km² es agua.

## Demografía
Según el censo de 2010, había 1414 personas residiendo en el municipio de Richland. La densidad de población era de 4,95 hab./km². De los 1414 habitantes, el municipio de Richland estaba compuesto por el 92,86 % blancos, el 5,45 % eran afroamericanos, el 0,21 % eran amerindios, el 0,28 % eran de otras razas y el 1,2 % eran de una mezcla de razas. Del total de la población el 0,71 % eran hispanos o latinos de cualquier raza.